# رام سينغ ياداف
رام سينغ ياداف (بالإنجليزية: Ram Singh Yadav) هو منافس ألعاب قوى هندي، ولد في 7 نوفمبر 1980.

## وصلات خارجية
- رام سينغ ياداف على موقع الاتحاد الدولي لألعاب القوى (الإنجليزية)
- رام سينغ ياداف على موقع أوليمبيديا (الإنجليزية)